# چاه محمد (دلگان، یک)
چاه محمد روستایی در دهستان دلگان بخش مرکزی شهرستان دلگان استان سیستان و بلوچستان ایران است.

## جمعیت
بر پایه سرشماری عمومی نفوس و مسکن در سال ۱۳۹۵ جمعیت این روستا ۵۱۵ نفر (۱۲۸خانوار) بوده‌است.